# Мануйловка (Запорожская область)
Ману́йловка (укр. Мануйлівка) — село,
Мануйловский сельский совет,
Приморский район,
Запорожская область,
Украина.
Код КОАТУУ — 2324883401. Население по переписи 2001 года составляло 596 человек.
Является административным центром Мануйловского сельского совета, в который, кроме того, входят сёла 
Калиновка и
Петровка.

## Географическое положение
Село Мануйловка находится на правом берегу реки Корсак,
ниже по течению на расстоянии в 2 км расположено село Петровка.

## История
- 1861 год — дата основания на месте ногайского поселения Аргаклы болгарами из Бессарабии[2].

## Экономика
- Агрофирма «Аврора», ЧП.

## Объекты социальной сферы
- Школа I—II ст.
- Детский сад.
- Дом культуры.
- Фельдшерско-акушерский пункт.

## Достопримечательности
- Братская могила советских воинов.
- Памятник природы республиканского значения — Корсак-Могила (100 га), являющаяся одновременно памятником истории.